# Estación de Llodio
Estación de Llodio vasútállomás Spanyolországban, Laudio/Llodio városban.

## Vasútvonalak
Az állomást az alábbi vasútvonalak érintik:
- Línea C-3
- Bilbao–Casetas-vasútvonal

## Kapcsolódó állomások
A vasútállomáshoz az alábbi állomások vannak a legközelebb:
- Areta
- Santa Kurutz-Laudio